# Гордана Лазаревић
Гордана Гоца Лазаревић (Таково, 28. март 1954) српска је певачица народне музике, позната по родољубивој народној песми Видовдан, и песмама Заљубљена жена, Свилен конац, Мала жена (од велике слађа), Марамица, Колиба крај пута.

## Биографија
У Београд се доселила из Такова, будући да је у престоници уписала туристички смер у једној економској школи, а потом и Вишу туристичку школу на којој никад није дипломирала. Таленат за плес и песму довео је до КУД-а „Иво Лола Рибар”, са којим је обишла читаву Југославију. Каријеру је почела 1973. године. 1975. године, снимила албум са 32 изворне песме које је у свом опусу користио Бора Станковић: Шано, душо, Да знаеш мори моме, Отвори ми бело Ленче, Стојанке, бела Врањанке и другим. Убрзо се придружила певачком ансамблу Ђердани, те је прве тренутке славе доживљавала уз Снежану Ђуришић и Гоцу Стојићевић, које су такође биле солисткиње Ђердана.
Са композитором Милутином Поповићем Захаром, са којим је дуги низ година била у браку, остварила је успешну музичку сарадњу, отпевавши своје највеће хитове. Захар и Гоца упознали су се шездесетих година у културно-уметничком друштву „Иво Лола Рибар”, где је он водио оркестар, а она певала и играла. У браку, из ког имају децу Милоша и Марију, били су десет година — од 1980. до 1990. године.
У својој дугогодишњој каријери снимила је 13 сингл-плоча и 18 албума. Њени највећи хитови су: Видовдан, Свилен конац, Марамица, Мала жена, Опрости ми што мислим на тебе, Волиш ли ме, Мени треба љубав, Колиба крај пута, Српкиња...
Године 2018. Савез естрадно-музичких уметника Србије доделио јој је Естрадно-музичку награду за животно дело.

## Награде и признања
- Естрадно-музичка награда за животно дело Савеза естрадно-музичких уметника Србије, 2018.
- Свеукупни победник и прва награда публике на фестивалу Лира, 2018.
- Награда за неговање српске народне песме, фестивал Лира, 2016.
- Прва награда стручног жирија на фестивалу Лира, 2013.

## Дискографија
- 1977. Ноћ мерака
- 1978. Коштана
- 1979. Нека љубав вечно траје
- 1981. Хеј момци, хеј младићи
- 1982. Није, није шала
- 1983. Требаће ти верна жена
- 1984. Парижанка
- 1986. Заљубљена жена
- 1987. Мени треба љубав
- 1988. Жеља ми је
- 1989. Робиња љубави
- 1991. Ех, да си ме волео
- 1993. Ако треба
- 1994. Ја сам ватра
- 1996. Хиљаду застава
- 1999. Мала жена
- 2001. Ћераћемо се
- 2003. Не да мени нана
- 2006. Жене, жене
- 2010. Моје најлепше песме

## Синглови
- 2009. Задња авантура
- 2010. Циганко
- 2012. Ђинђува
- 2014. Ћирилица
- 2015. Хаљина танка
- 2019. Што је добро, добро је

## Фестивали
- 1973. Београдски сабор — Дуни, ветре, дуни јаче, награда за најбољег дебитанта
- 1977. Илиџа - Нећемо се никад растати
- 1978. Славонија - Немам злата ни дуката
- 1979. Илиџа - Можемо ли срећни бити
- 1980. Илиџа - Дошло доба да се љубав проба / Кад пољуби Шумадинка
- 1981. Хит парада - Хеј, момци, хеј, младићи / Јесен стиже, мој драгане
- 1982. Хит парада - Деца Шумадије
- 1983. Хит парада - Требаће ти верна жена
- 1984. МЕСАМ - Хеј, мама, јуре ме младићи
- 1986. Хит парада - Монтенегро
- 1987. Хит парада - Мени треба љубав
- 1988. Валандово - Слико моја
- 1989. Хит парада - Свирајте ми марш на Дрину
- 1989. МЕСАМ - Момци воле песму
- 1990. Посело године 202 - Свирајте ми марш на Дрину / Свилен конац / Видовдан
- 1994. МЕСАМ - Ни једна реч не боли ко збогом
- 2003. Моравски бисери - Дуле, Душко
- 2008. Гранд фестивал - Српкиња
- 2013. Лира, Београд - Тако мушки леп, прва награда жирија
- 2016. Лира, Београд - Леле бошке
- 2018. Лира, Београд - Два поноса, прва награда за текст, прва награда за композицију, прва награда за аранжман, прва награда публике - победничка песма
- 2020. Сабор народне музике Србије, Београд - Гошћа четврте такмичарске вечери фестивала и добитница Награде националног естрадно - музичког уметника Србије